# To the Moon and Back
To the Moon and Back ist ein Lied von Savage Garden aus dem Jahr 1996, das von der Band geschrieben und von Charles Fisher produziert wurde. Es erschien auf dem Album Savage Garden.

## Geschichte
Nach dem Erfolg der Debüt-Single I Want You folgten hohe Erwartungen an To the Moon and Back. In den Billboard Hot 100 stieß das Lied sehr schnell auf die Top-40 mit der höchsten Position auf Platz 24 und endete mit Platz 37 im August 1997, in Großbritannien erfolgte der Charteinstieg im September 1997. Später wurde Truly Madly Deeply in den Vereinigten Staaten noch erfolgreicher und brach dort die Verkaufserfolge der Band. Die Veröffentlichung des Liedes war am 18. November 1996 und wurde in Australien ein Nummer-eins-Hit, 1998 folgte eine Wiederveröffentlichung.
Der Pop-Song handelt von entfremdenden Gefühlen gegenüber dem Mainstream und dem Wunsch nach Liebe in der Jugend. Es zählt zu den dunkelsten Liedern der Band.

## Musikvideo
Zum Lied existieren drei Musikvideos. Beim ersten führten Catherine Caines und Chris Bentley Regie, gedreht wurde es in Schwarzweiß. Im Video befinden sich Darren Hayes und Daniel Jones in einem Raumschiff und blicken einer Mitfahrerin hinterher. Das zweite Musikvideo wurde in Los Angeles gedreht und die Regie übernahm Nigel Dick. In dem Clip spielt die Band das Lied in einer Wohnung; allerdings hat Hayes dort längere Haare. Das dritte Video wurde anlässlich der Wiederveröffentlichung 1998 in New York gedreht. In dem Clip reist ein trauriges Mädchen im Teenager-Alter mit der U-Bahn zu ihren Freunden; Hayes hat kürzere Haare.

## Coverversionen
- 2008: von East Clubbers
- 2010: von Discotronic
- 2010: von Liz Kay
- 2010: von Stefano Prada
- 2019: von Dimi Hendrix
- 2019: von Shiraz Lane
- 2025: von Discotronic x TRIIIPL3 Inc.